# ダヴィド・ムスチスラヴィチ
ダヴィト・ムスチスラヴィチ（ロシア語: Давыд Мстиславич、? - 1226年）は、スモレンスク公ムスチスラフの子である。トロペツ公：1212年 - 1226年。
ダヴィドは兄弟のムスチスラフがノヴゴロド公となった際に、ムスチスラフの有していたトロペツ公位を得た。1212年の初め、北エストニアのチュヂ族に対する遠征に参加した。1226年、ノヴゴロド公ヤロスラフと共に、侵入してきたリトアニア大公国軍に抗するウスヴャートィの戦いに臨んだが、この戦いで戦死した。子孫に関する記録は残されていない。